# Schweizer Entwicklungszusammenarbeit

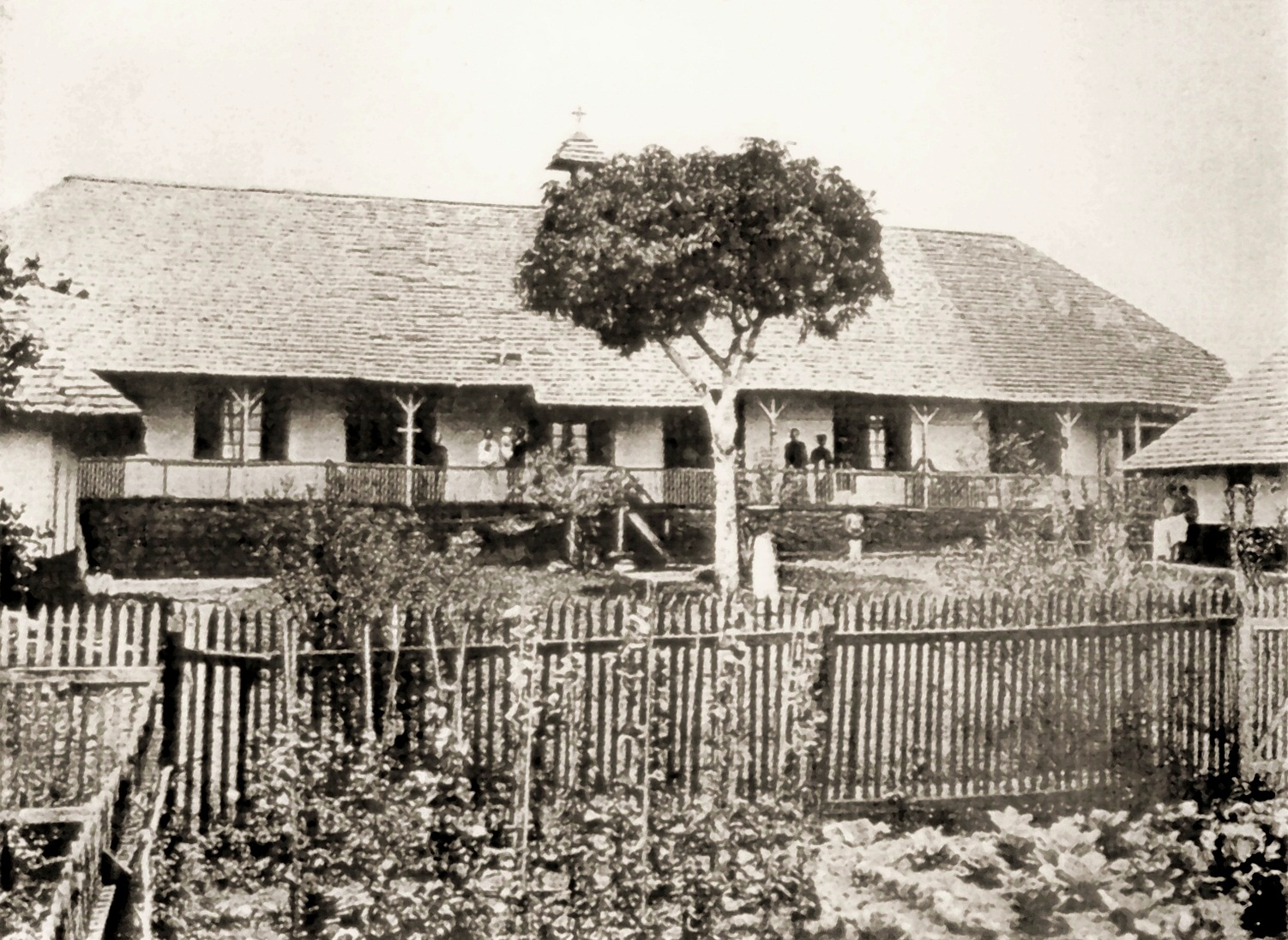
Mittelschule der Basler Mission in Akropong, Ghana; zwischen 1888 und 1895

Die Schweizer Entwicklungszusammenarbeit ist die früher als Entwicklungshilfe bezeichnete staatliche Anstrengung der Schweiz, die Entwicklungspolitik in die Tat umzusetzen. Sie bezweckt in Zusammenarbeit mit ausländischen Partnern, die Armut zu reduzieren, die Sicherheit zu fördern bzw. Sicherheitsrisiken zu minimieren und die Globalisierung so zu unterstützen, dass sie nachhaltig und gerecht ist. Dabei konzentriert sich die Schweizer Entwicklungszusammenarbeit auf einzelne Schwerpunktländer und auf Themen, in denen sie kompetitive Vorteile sieht. Als Land, das nie Kolonien besass, geniesst die Schweiz dank ihrer Neutralität in vielen Fällen ein vertieftes Vertrauen anderer Staaten.

## Geschichte

### Entstehung

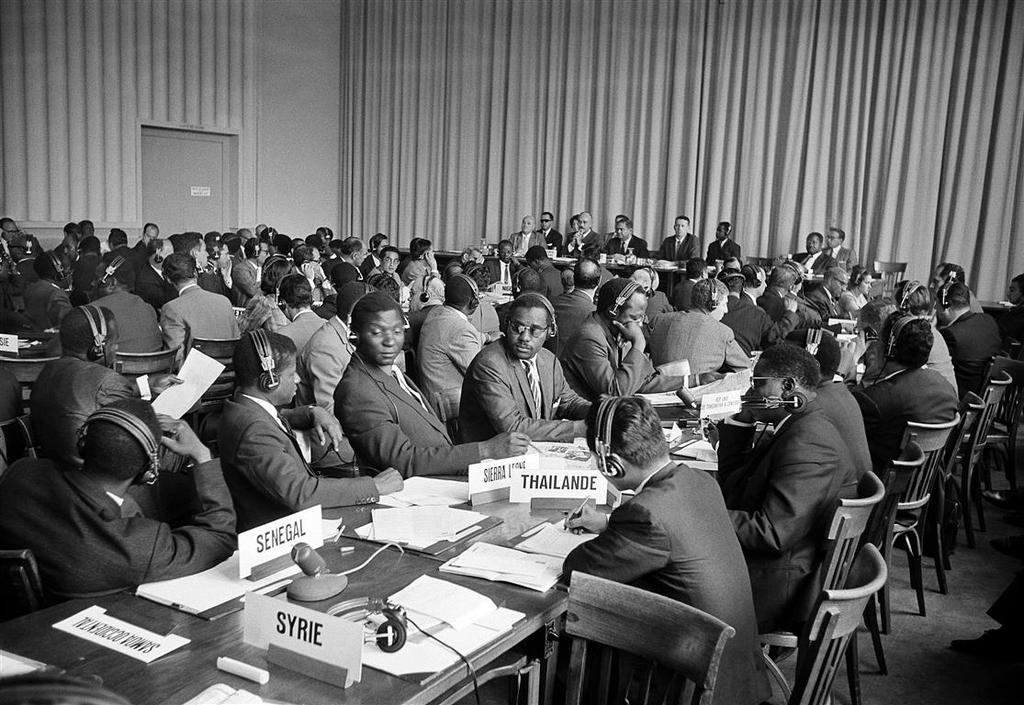
Erste Konferenz der UNCTAD, 1964 in Genf

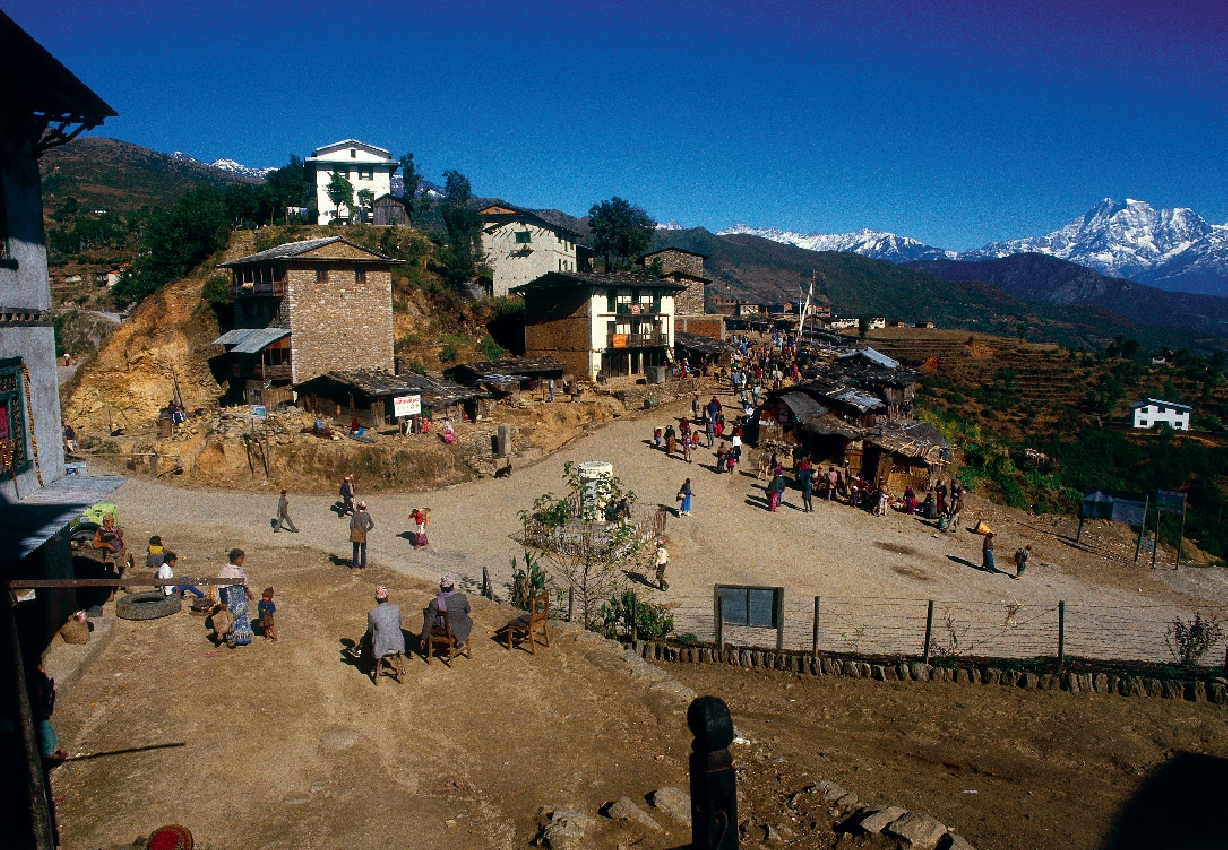
Charikot, Nepal, 1989, Foto von Fritz Berger

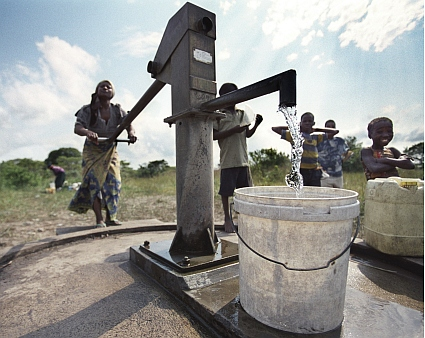
Helvetas: Trinkwasserbrunnen Mosambik

Im Februar 1945 richtete der Bundesrat einen Aufruf an die Schweizer Bevölkerung, sich mit Spenden für den Wiederaufbau der kriegsversehrten Länder Europas zu engagieren. Die Bevölkerung reagierte überwältigend. Innerhalb kürzester Zeit spendeten sie fast 50 Millionen Franken für die Entwicklungshilfe. Der Bund steuerte seinerseits weitere 100 Millionen Franken bei. Die «Schweizer Spende» oder später auch «Schweizer Europahilfe» — wie die Hilfe für Europa damals hiess — stellt den Anfang des Engagements des Bundes für eine gerechtere und friedlichere Welt mittels finanzieller und technischer Unterstützung dar. Mit dieser Hilfe wurden verschiedene Projekte in Europa unterstützt. Die Hilfe reichte teilweise über Europa hinaus, indem sie beispielsweise Flüchtlingen, die aus Osteuropa nach Österreich geflüchteten waren und teilweise jahrelang in Flüchtlingslagern gelebt hatten, die Möglichkeit boten, mit finanzieller und logistischer Unterstützung nach Brasilien auszuwandern. So entstand dank der «Schweizer Europahilfe» die donauschwäbische Siedlung Entre Rios in Brasilien. Beim donauschwäbischen Kolonisationsprojekt handelte es sich um die grösste derartige Massenauswanderung. Das war für die schweizerische Entwicklungshilfe eine Pionierleistung und blieb bis heute ein Einzelfall.
Auf dem Hintergrund der weltweiten Dekolonisation und der aufkommenden Angst vor dem Kommunismus betrieb die Schweiz in ihrer Aussenpolitik nach dem Zweiten Weltkrieg eine Doppelstrategie. Sie verfolgte zum einen mit der Formel «Neutralität und Solidarität» eine globale Interessenpolitik. Der damalige Aussenminister Bundesrat Max Petitpierre sagte 1956 vor dem Schweizer Nationalrat, die Schweiz könne es sich nicht leisten, abseits zu stehen; es gelte, sich an den Entwicklungsbemühungen anderer Länder zu beteiligen. Zum andern war die Schweiz ins antikommunistische Lager des Westens eingebunden. So wurde die Entwicklungshilfe einerseits verstanden als Fortsetzung der humanitären Tradition (wie zum Beispiel die Aufnahme von 87'000 Angehörigen der Bourbaki-Armee samt ihrer 12'000 Pferde oder die Unterstützung des Internationalen Komitees vom Roten Kreuz, IKRK), andererseits als Mittel, den Kommunismus in den aufstrebenden Entwicklungsländern zurückzudrängen und neue Märkte zu erschliessen. Die schweizerische Entwicklungshilfe erfolgte in diesen Anfangszeiten einerseits auf der multilateralen Ebene. Der Bund gewährte ab 1950 erstmals Kredite an das UNO-Entwicklungsprogramm (UNDP) und für Expertenmissionen. Andrerseits unterstützte sie auf bilateraler Ebene vor allem die privaten schweizerischen Entwicklungsorganisationen. Diese Entwicklungshilfe bestand damals neben Experteneinsätzen aus Stipendien für Studierende aus Entwicklungsländern, aus Sonderaktionen für einzelne Staaten (z. B. Kongo) sowie aus Finanzhilfe, wie sie erstmals 1958 an die Türkei vergeben wurde.
In den fünfziger Jahren begannen in der Schweiz private Hilfswerke, in armen Ländern aktiv zu werden. Dabei konnten sie an die Erfahrungen schweizerischer Missionsgesellschaften (z. B. Basler Mission, Missionsgesellschaft Bethlehem) und Missionare in den Überseegebieten anknüpfen. Säkulare und kirchliche Organisationen wie die Schweizer Auslandshilfe (der Vorläufer von Swissaid) oder das Hilfswerk der evangelischen Kirchen der Schweiz (HEKS) hatten ihre Hilfe bisher auf Europa beschränkt und dehnten ihre Aktivitäten nun auch auf die Entwicklungsländer aus. 1955 wurde das Schweizerische Hilfswerk für aussereuropäische Gebiete (SHAG, heute Helvetas) gegründet. Vier Jahre später entstand die der Privatwirtschaft nahestehende Organisation Swisscontact. Die wichtigsten privaten Hilfswerke erhielten Bundesbeiträge für Projekte, die sie im Auftrag der Regierung durchführten. Inhaltlich konzentrierte man sich auf das, was man kannte: Milchwirtschaft und Viehzucht, Hotellerie und Berufsausbildung gehörten zu den ersten Projekten. Nicht nur die Ziele, sondern auch die Akteure der Entwicklungshilfe waren so verschieden, dass Spannungen und Misstrauen nicht zu vermeiden waren. So spielte die ETH damals eine entscheidende Rolle. Die Professoren sahen in der technischen Hilfe, vor allem in der Forstwirtschaft, aber auch in der Landwirtschaft, im Strassenbau oder im Vermessungswesen eine willkommene Gelegenheit, für sich und ihre Studierenden ein praktisches Betätigungsfeld zu erschliessen. Gleichzeitig förderten die privaten Hilfswerke mit Öffentlichkeitskampagnen die Bewusstseinsbildung der Bevölkerung bezüglich Entwicklungshilfe. Auf diese Weise entstand zwischen Bund und privaten Hilfswerken eine enge Zusammenarbeit und eine Arbeitsteilung. Entwicklungshilfe wurde innert kurzer Zeit zu einer relativ unbestrittenen staatlichen Aufgabe und zu einer akzeptierten Form der Teilhabe der Schweiz an internationalen Bestrebungen. Die Hilfswerke wurden von der Aussenwirtschaftspolitik explizit ferngehalten, was laut P. Hug und B. Mesmer zu ihrem Erfolg beigetragen habe.
Die sechziger Jahre setzten in der schweizerischen Entwicklungspolitik mit einem neuen Kapitel und einem Quantensprung bezüglich der zur Verfügung gestellten Mittel ein. 1960 wurde der Dienst für technische Zusammenarbeit (DftZ) gegründet und ein Jahr später das Amt eines Delegierten des Bundesrates für technische Zusammenarbeit geschaffen und dem Eidgenössischen Politischen Departement (EPD, heute EDA) unterstellt. Dieser Dienst arbeitete mit der Handelsabteilung des Volkswirtschaftsdepartements (EVD) beziehungsweise ab 1968 mit dem Bundesamt für Aussenwirtschaft (heute SECO), zusammen. Ebenfalls 1961 genehmigte das Parlament erstmals einen Dreijahres-Rahmenkredit von 60 Millionen Franken für die Entwicklungszusammenarbeit. 1961 bis 1970 erhöhte sich die jährliche öffentliche Entwicklungshilfe von 40 auf 130 Millionen Franken. Die Länderauswahl in Afrika, Asien und Lateinamerika beruhte zu Beginn der sechziger Jahre zum einen auf den Erfahrungen des Schweizerischen Hilfswerks für aussereuropäische Gebiete (SHAG). Zum anderen wählte man Länder, die man dank der Tätigkeit von Missionen und Hilfswerken relativ gut kannte und die dem damaligen Bild von guten Partnerländern entsprachen. Neben der technischen Hilfe beschritt die Schweiz im Laufe der sechziger Jahre neue Formen der internationalen Zusammenarbeit. 1967 gewährte sie ein Darlehen an die Internationale Entwicklungsorganisation (IDA), eine 1960 gegründete Tochtergesellschaft der Weltbank. Ausserdem leistete sie Entwicklungshilfe mit wirtschafts- und handelspolitischen Massnahmen, um die Entwicklungsländer zu befähigen, sich vermehrt am Welthandel zu beteiligen. Ferner beschloss der Bund Massnahmen im Interesse der schweizerischen Wirtschaft. Damit wurden Aktivitäten gefördert, welche das Wachstum in den Entwicklungsländern begünstigten. 1970 trat die Investitionsrisiko-Garantie in Kraft. Diese wirtschafts- und handelspolitische Massnahme wurde durch das Bundesamt für Wirtschaft (Bawi) koordiniert. Damit etablierte sich bald das Bawi neben der Direktion für Entwicklung und humanitäre Hilfe (DEH) zur zweiten wichtigen Instanz der schweizerischen Entwicklungspolitik. Diese wurde besonders mit dem Beitritt der Schweiz zum OECD-Entwicklungshilfeausschuss zu einem immer bedeutenderen Bestandteil der schweizerischen Aussenpolitik. Die staatliche Entwicklungshilfe bewegte sich schon damals zwischen Wirtschaftsinteressen und Armenfürsorge. Private Leistungen, Exportkredite und Direktinvestitionen — also normale Geschäftsbeziehungen mit bestimmten Konditionen und Gewinnraten — wurden von offizieller Seite ebenso selbstverständlich als Entwicklungshilfe bezeichnet wie die Hilfe an Arme.

### Entwicklungspolitik ab den 1970er Jahren

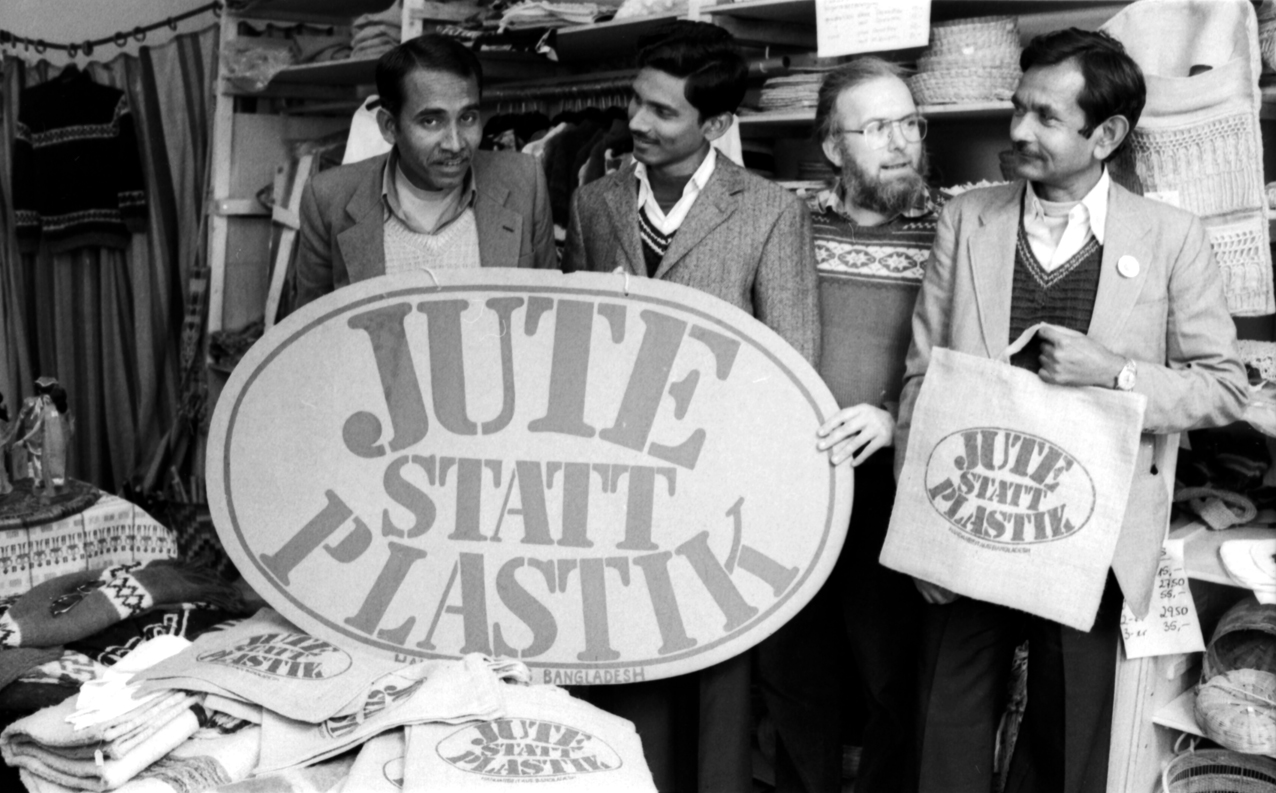
Kampagne «Jute statt Plastik», 1980er Jahre, die Tasche als Zeichen von Solidarität und Widerstand

Bis in die siebziger Jahre waren in fast allen Entwicklungsländern Fortschritte festzustellen. Die Lebenserwartung, die Ernährung und das Bildungsniveau verbesserten sich. Um 1970 mehrten sich aber die Anzeichen dafür, dass die Kluft zwischen Arm und Reich wuchs. Im Welthandel verschlechterten sich die Austauschverhältnisse für die Entwicklungsländer. 1974 wurde an der Konferenz der Uno-Welthandelsorganisation (Unctad) und der Uno-Entwicklungsorganisation (UNDP) Eigenständigkeit und die Befriedigung der Grundbedürfnisse zum übergeordneten Ziel der Entwicklungspolitik erklärt. An der sechsten Uno-Sondersession über Rohstoffprobleme im gleichen Jahr forderten die Entwicklungsländer eine neue Weltwirtschaftsordnung, in der die beschränkten Reichtümer der Erde gerechter verteilt und genutzt werden sollten. Im gleichen Jahr proklamierte die Generalversammlung der Vereinten Nationen die Errichtung einer Neuen Weltwirtschaftsordnung als Ziel. Diese Proklamation drückte das gestiegene Selbstbewusstsein der sogenannten Dritten Welt gegenüber den Industrieländern aus.
Zur selben Zeit stieg das Interesse an entwicklungspolitischen Fragen und Möglichkeiten zur Lösung des Nord-Süd-Gefälles. Entwicklungsökonomen wie Raúl Prebisch, Celso Furtado, Paul Sweezy oder André Gunder Frank analysierten die ungleiche Entwicklung zwischen den Industrie- und den Entwicklungsländern. Ihre Theorien lassen sich mit dem Oberbegriff der Dependenz-Theorie bündeln. Das Interesse an Fragen der Unterentwicklung spiegelte sich auch an Hochschulen in der Schweiz. Die ETH Zürich richtete 1970 das Interdisziplinäre Nachdiplomstudium für Probleme der Entwicklungsländer (Indel, heute Nadel) ein. 1973 entstand das Genfer Institut für Entwicklungsstudien (IUED: Institut universitaire d'études du développement, heute Hochschulinstitut für internationale Studien und Entwicklung). Die öffentliche Entwicklungshilfe der Schweiz erreichte 1972 eine erste Rekordhöhe von 244,1 Millionen Franken. Gemessen am Anteil des Bruttosozialprodukts lag die Schweiz damit am unteren Ende der Industrieländer. Nebst den Hochschulen entstanden ausserhalb von offiziellen Institutionen Initiativen, welche die schweizerische Entwicklungspolitik nachhaltig beeinflussten. So publizierte beispielsweise eine Gruppe reformierter Theologen 1969 unter dem Titel Erklärung von Bern ein Manifest über die Schweiz und die Entwicklungsländer. 1972 konstituierte sich die Gruppierung unter der Bezeichnung Erklärung von Bern (EvB, heute Public Eye) als gesamtschweizerischer Verein mit einer starken Verankerung in den drei grossen Sprachregionen mit je eigenem Vorstand und Sekretariaten in Zürich und Lausanne. Prägende Pioniere und Pionierinnen waren Regula Renschler, Anne-Marie Holenstein, Ursula Walter sowie René Holenstein und Rudolf Strahm. Weitere Beispiele aus dieser Zeit sind die Interkonfessionelle Konferenz Schweiz – Dritte Welt, erste Dritte-Welt-Läden und 1975 der sogenannte «Ewes-Bericht» der Kommission schweizerischer Entwicklungsorganisationen. In Anlehnung an die Dependenztheorien stellte dieser Bericht einen Zusammenhang zwischen Überentwicklung im Norden und Unterentwicklung im Süden her. Zur Debatte stand nun nicht mehr nur die Forderung nach mehr Entwicklungshilfe; gefordert wurde nun eine umfassende Reform der Nord-Süd-Beziehungen. Damit wurden erstmals die globalen Wirtschafts- und Finanzbeziehungen der Schweiz zum Thema. Nun hiess das neue Motto: «Entwicklung heisst Befreiung». Das Bundesgesetz über die internationale Entwicklungszusammenarbeit und humanitäre Hilfe von 1976 nimmt alle relevanten Themen der internationalen Diskussion jener Jahre auf: die Ausrichtung auf die Ärmsten, die Betonung der Landwirtschaft und des Handwerks, die Schonung der Umwelt, Berücksichtigung des Bevölkerungswachstums und der Anzahl Beschäftigter. Im Kern des Gesetzes geht es um Hilfe zur Selbsthilfe, die Herstellung ausgewogener Verhältnisse zwischen den Ländern und innerhalb der Länder in sozialer und wirtschaftlicher Hinsicht sowie um die Sicherung des ökologischen und demografischen Gleichgewichts.  Statt auf grosse Infrastrukturprojekte setzte man auf die Unterstützung von unten, das heisst auf die flexible, lokal angepasste und dezentralisierte Unterstützung an der Basis. Mit der Ausrichtung der Hilfe auf die Ärmsten zogen die Gesetzgeber Deutschlands und Grossbritanniens 1977 nach. 1976 konnte das Schweizer Volk erstmals über eine entwicklungspolitische Frage an der Urne entscheiden. Es ging um einen Kredit an die Internationale Entwicklungsorganisation (IDA), einen Hilfsfonds der Weltbank für die ärmsten Länder. Sie gewährte zinslose, langfristige Darlehen. Die Vorlage wurde von Rechts aus prinzipiellen Vorbehalten gegenüber der Auslandshilfe und von Links und Entwicklungshilfegruppen aufgrund ihrer kritischen Haltung gegenüber der Entwicklungspolitik der IDA bekämpft. Die Vorlage wurde an der Urne abgelehnt, was der Schweiz weltweit scharfe Kritik eintrug. Durch diesen theoretischen Streit auf internationaler und nationaler Ebene rückten die Begriffe Entwicklung, Unterentwicklung und Fehlentwicklung ins Bewusstsein der Bevölkerung. In der theoretischen Auseinandersetzung und in der Praxis wurde nun Entwicklungshilfe als Entwicklungszusammenarbeit verstanden. Der bisherige Dienst der technischen Zusammenarbeit wurde 1977 in Direktion für Entwicklungszusammenarbeit und humanitäre Hilfe (DEH) umgewandelt. Die schweizerische Entwicklungszusammenarbeit richtete sich nun vermehrt an eine bestimmte Zielbevölkerung, zum Beispiel an die Handwerker oder Frauen, welche man in den Projekten möglichst direkt erreichen und subsidiär unterstützen wollte.

### 1980er Jahre: Das «verlorene Jahrzehnt»
Die Aussenverschuldung der Entwicklungsländer verzehnfachte sich seit 1974. Unter dem Eindruck der Ölpreiskrise und der Schuldenkrise änderte sich die schweizerische Entwicklungspolitik bezüglich Fragen der Wirtschaftspolitik. Ende der achtziger Jahre sprach man nicht mehr von sich verschlechternden Austauschverhältnissen, vom Erbe des Kolonialismus, von Dependez und Abkoppelung. Nun lautete die Devise: Markt, Wettbewerb, Integration in die Weltwirtschaft, Exportsteigerung, Privatisierung und Deregulierung. Der Stimmungswandel in der Entwicklungspolitik zeigte sich in verschiedener Hinsicht. Unter anderem an der Gründung von Intercooperation, einer neuen schweizerischen Entwicklungsorganisation, und an der aufkommenden Debatte um die Wirksamkeit der Hilfe. Brigitte Erlers Publikation mit dem provokativen Titel «Tödliche Hilfe» sorgte in den Sonderkommissionen der Schweizer Räte, aber auch in Kreisen der Entwicklungszusammenarbeit für heisse Köpfe. In diese Kritik stimmte auch der entwicklungspolitische Vordenker Rudolf Strahm. Entwicklungshilfe sollte Hilfe zur Selbsthilfe sein und sich irgendwann überflüssig machen. Nach dreissig Jahren Entwicklungshilfe müsse das Gegenteil festgestellt werden. In der Praxis habe sie oft mehr Abhängigkeiten geschaffen. Deswegen plädierte Strahm dafür, die «Darlehensmaschinerie» zu stoppen. Aus den achtziger Jahren zog Fritz Staehelin, der damalige Chef der DEH, den Schluss, man müsse das Umfeld, in dem Entwicklungshilfe geschehe, ins Zentrum rücken. Habe das Schwergewicht früher auf einzelnen oder regional beschränkten Projekten gelegen, so müssten die Entwicklungsbemühunen viel mehr auf die Rahmenbedingungen abgestimmt sein, meinte er. «Entwicklungspolitik muss ganzheitlich sein», forderte Staehelin. Damit fasste er die neuen Erkenntnisse der Entwicklungspolitik zusammen, die sich allmählich durchzusetzen begann.

#### Vom Nord-Süd-Konflikt zur Globalisierung (1990er Jahre)
Mit dem Fall der Berliner Mauer 1989 und den Umwälzungen in Ost- und Mitteleuropa brach die bipolare Weltordnung zusammen. Der Kalte Krieg erlosch. Das schürte zunächst die Hoffnung, aus frei werdenden Verteidigungsbudgets werde mehr in die Entwicklungshilfe investiert. Doch die erwähnten Umwälzungen hatten unvorhersehbare, destabilisierende Auswirkungen. So entstanden in Jugoslawien zwischen 1991 und 1999 vier äusserst grausame Kriege. Als Folge der Destabilisierung Osteuropas entstanden gegen zwanzig neue Staaten. Damit rückten die innereuropäischen Fragen wieder ins Zentrum der Aussenpolitik der westlichen Staaten. Der politische Umbruch von 1989 führte dazu, dass die Länder Osteuropas und der ehemaligen Sowjetunion praktische gleichzeitig neue politische, wirtschaftliche und soziale Strukturen aufbauen mussten. Sie standen vor Herausforderungen, die Jahrzehnte dauern sollten. So wurden seit 1990 die Transitionsstaaten, wie man diese nun nannte, zu einem Gegenstand der Ostzusammenarbeit. Durch diese Entwicklung drohte die Entwicklungspolitik ins Abseits zu geraten. Die Aussenpolitik stützte sich weniger als in der Vergangenheit auf die Entwicklungspolitik ab. Der Bericht der Südkommission, die vom ehemaligen tansanischen Präsidenten Julius Nyerere geleitet wurde, forderte die Länder des Südens auf, sich auf die eigenen Kräfte zu besinnen und international durch Süd-Süd-Kooperation Gegenmachtpositionen aufzubauen und zu stärken. Doch die Reaktion auf diesen Bericht blieb bescheiden. Die Kluft zwischen ihnen und den entwickelten Ländern hatte sich weiter vertieft. Die Phase der politischen Marginalisierung der Entwicklungsproblematik dauerte nicht lange. Die Weltkonferenzen schienen eine neue Ära des Multilateralismus einzuleiten. Nun bildete sich erstmals statt einer Konfrontation zwischen Nord und Süd ein Konsens über grundsätzliche Entwicklungsfragen heraus. Es fehlte allerdings am politischen Willen, die Beschlüsse in den einzelnen Ländern rigoros durchzusetzen.
Vor dem Hintergrund der globalen Zeitenwende nach dem Berliner Mauerfall legte der Bundesrat eine Botschaft über den Beitritt der Schweiz zu den Institutionen von Bretton Woods vor. Dem IWF und der Weltbank standen entwicklungspolitische Organisationen ablehnend gegenüber. Sie ergriffen das Referendum, weshalb es zur Volksabstimmung kam. Die Befürworter im Abstimmungskampf argumentierten, dass die Schweiz mit dem Beitritt einen Schritt aus der Isolation anstrebe. Sie könne Einfluss auf die internationalen Finanzierungsorganisationen nehmen und deren Politik mitbestimmen. Bretton Woods nähmen weltweit eine massgebende Funktion wahr und seien für die Erhaltung des Wohlstands wichtig. Zudem würden die weltweiten Herausforderungen wie Schuldenlast, Migrationsbewegungen und Umweltverschmutzung eine aktivere Teilnahme der Schweiz an multilateralen Institutionen notwendig machen. Demgegenüber machten entwicklungspolitische Organisationen, darunter die Erklärung von Bern und verschiedene Solidaritätsgruppen, die Politik von IWF und Weltbank verantwortliche für die Zementierung der bestehenden Weltwirtschaftsordnung, die auf Ausbeutung und zunehmender Verarmung der Entwicklungsländer beruhe. Ein Nein zum Beitritt setze ein Zeichen für ein Umdenken in Richtung einer sozial und ökologisch verträglichen Entwicklung. Am 17. Mai 1992 beschloss das Schweizer Stimmvolk den Beitritt der Schweiz zu IWF und Weltbank. Die Schweiz erhielt nach langwierigen Verhandlungen einen Sitz in den Exekutivgremien zugesprochen. Sie vertrat danach in einer neu gegründeten Stimmrechtsgruppe Polen und die GUS-Länder Kirgisistan, Aserbaidschan, Tadschikistan, Turkmenistan und Usbekistan.
Fast gleichzeitig setzte der Bund selbst einen «drittweltpolitischen Akzent»: Er beschloss einen periodischen Rahmenkredit für die Entwicklungszusammenarbeit und verabschiedete 1993 ein Leitbild für die Nord-Süd-Beziehungen, deren Stossrichtung weitgehend mit der Strategie der OECD übereinstimmte. Zentral im Leitbild war die Forderung nach einer kohärenten, sämtliche internationale Beziehungsbereiche umfassenden Südpolitik der Schweiz. Alle Ziele der schweizerischen Aussenpolitik sollten als gleichwertig behandelt werden. Das Leitbild Nord-Süd setzte die Schwerpunkte weiterhin eher bei den ärmeren Ländern und Regionen als bei viel versprechenden Absatzmärkten in Ländern mit mittlerem Einkommen. Messen liessen sich die hehren Absichtserklärungen an einigen statistischen Fakten. Die «Neue Zürcher Zeitung» erinnerte daran, dass der Anteil der Entwicklungshilfe am Bruttosozialprodukt (BSP) rückläufig war, obwohl der Bundesrat zuvor deklariert hatte, das Volumen der öffentlichen Entwicklungshilfe von damals 0,34 Prozent des BSP (1993 und 1994) jährlich zu erhöhen und somit den übrigen europäischen Staaten anzugleichen. Die Tendenz zur Verelendung Afrikas, vom damaligen Bürgerkrieg in Ruanda ganz zu schweigen, liefen eher auf eine allmähliche, unfreiwillige Abkoppelung fast eines ganzen Kontinents hinaus, stellte der Inlandsredaktor Christoph Wehrli in der «Neue Zürcher Zeitung» fest. Die Schweizer Bevölkerung unterstützte trotzdem weiterhin die Entwicklungszusammenarbeit. An erste Stelle trat aber nun das Motiv, den Raubbau an der Natur zu bremsen.

### Die Schweiz: Verloren in der Globalisierung?
Im September 2000 einigten sich die Vereinten Nationen auf eine gemeinsame Millenniums-Erklärung. Daraus gingen die Millenniums-Entwicklungsziele (Millennium Development Goals, MDG) hervor, welche zentral auf die Verminderung der Armut zielte. Als Reaktion auf den Terroranschlag auf das World Trade Center in New York vom 11. September 2001 gewannen auf globaler Ebene sicherheitspolitische Überlegungen als Begründung für Entwicklungszusammenarbeit an Bedeutung. Ab 2004 wurden neu auch sicherheitsrelevante Maẞnahmen wie Beiträge für die Reform des Sicherheitssektors eines Staates, die Kontrolle von Kleinwaffen oder zivile Friedensförderung als staatliche Entwicklungshilfe anrechenbar. Die UNO erweiterte im September 2005 ihre Entwicklungsziele um die in der Zwischenzeit grundlegend gewordenen Politikbereiche Sicherheit und Menschenrechte.
Die Schweiz verpflichtete sich, zur Umsetzung dieser internationalen Anstrengungen beizutragen. Im Sinne der Kohärenz hatten alle Bundesämter Beiträge zu einer armutsbezogenen Politik zu leisten. Mit dem Erstarken der Emirate und der Schwellenländer und ihrem erheblichen Einfluss auf die armen Länder nahm die Bedeutung der Entwicklungspolitik für die Schweiz zu. Die Schweiz wollte mithelfen, die Rahmenbedingungen dafür zu schaffen, «dass die Entwicklungsländer Chancen haben, an den Vorteilen des Welthandels und eines funktionierenden Finanzsystems teilzuhaben». Als Antwort auf die veränderten internationalen Kräfteverhältnisse plante die Schweiz, die Kooperation mit den Schwellen- und Entwicklungsländern durch sogenannte Dreieckskooperationen zu festigen. Dabei geht es um die Zusammenarbeit zwischen drei Ländern, zum Beispiel bei der Finanzierung von Umweltprojekten. Auf den angestiegenen Legitimationsdruck reagierte die Direktion für Entwicklung und Zusammenarbeit mit der Erhöhung der Wirksamkeit und verbesserter Rechenschaftsablage. Die Entwicklungshilfe der Schweiz drang in den vergangenen Jahren immer wieder in neue Gebiete vor. Diese Diversifizierung führte zwangsläufig zu unrealistischen Erwartungen. Zwischen den hohen Ansprüchen einerseits und den realen Möglichkeiten andererseits offenbarte sich, auch angesichts stagnierender Mittel für die Entwicklungshilfe, ein zunehmender Widerspruch. Dabei drohten Grundanliegen wie der Kampf gegen die Armut und für soziale Gerechtigkeit aus dem Blickfeld zu geraten.
2015 beschlossen die Vereinten Nationen die UNO-Agenda 2030. Laut Seco richtet die Schweiz ihre Entwicklungspolitik 2021–2024 auf die Nachhaltigkeitsrichtlinien der UNO-Agenda 2030 aus.

## Kritik
Zwar begleitet Kritik seit den Anfängen bis heute die Entwicklungshilfe. Einige jüngere Beispiele des vergangenen Jahrzehnts mögen dies veranschaulichen.
Der Friedensnobelpreisträger Adolfo Pérez Esquivel forderte an der «Weltkonferenz der Völker über den Klimawandel und die Rechte der Mutter Erde» 2010 in Cochabamba einen Umweltgerichtshof. Dies auch angesichts der Tatsache, dass die grössten Verursacher dieser Krise die Länder des Nordens sind, während die grösste Last die Länder des Südens zu tragen haben. Zu bedenken sei ferner, dass die Klimakrise auch weitere Krisen nach sich ziehe wie etwa die Finanz-, die Weltwirtschafts- und die Ernährungskrise sowie soziale und politische Krisen. Aus all diesen Gründen seien die Begriffe «Entwicklung» und «Fortschritt» in Frage zu stellen. Denn unser kapitalistisches System ziele auf Ausbeutung in dreierlei Hinsicht: Erstens würden die Länder des Südens durch den Norden ausgebeutet. Zweitens würden die Arbeiter im Süden wie im Norden durch grosse Unternehmen durch die ständige Verletzung der sozialen, wirtschaftlichen und politischen Rechte der schwächsten Bevölkerungsschichten ausgebeutet. Und drittens würden Gemeinschaftsgüter, die man auch natürliche Ressourcen nennt, fälschlicherweise nur als Ressourcen im Dienste der Menschen in seinem Produktionsbestreben aufgefasst. Diesem falschen Verständnis von Entwicklung als Ausbeutung müssten wir das Konzept des Gleichgewichts entgegenstellen. Esquivel fordert deshalb neben den Menschenrechten die Rechte der Natur, die zu beachten und zu respektieren seien.
2011 betont Rudolf Hans Strahm, dass der Motor der Entwicklungszusammenarbeit in den vergangenen Jahrzehnten in den sozialen Bewegungen und Nicht-Regierungsorganisationen zu finden sei. Er nennt als Beispiele die Bewegung der Frauenfelder Bananenfrauen rund um die Aktivistin Usula Brunner, die in den 1970er Jahren einen «gerechten» Aufpreis für die Bananen verlangten. Ferner die «Erklärung von Bern» mit ihrem Manifest von 1974 und den Aktionen mit «Ujamaa-Kaffee» und «Jute statt Plastik». Und viele andere Konsumentenaktionen, Bewegungen und NGOs. Laut Strahm kam zudem ein bedeutender Impuls von der Befreiungstheologie in Lateinamerika, getragen von den comunidades ecclesiales de base. Auf diesem Hintergrund bildete sich ein kritisches Bewusstsein gegenüber dem Welthandel. Schliesslich entstanden national und international anerkannte Standards wie die «Weltläden», das «Max Havelaar»-Label, Fair-Trade-Label bis in das Hochpreissegment der Modeketten und viele mehr. Ohne diese sozialen Bewegungen und Nicht-Regierungsorganisationen wäre das Weltsozialforum (WSF) als Gegenbewegung zum Weltwirtschaftsforum (WEF) in Davos nicht denkbar. Ohne die professionellen Interventionen von Caritas International, Oxfam, Erklärung von Bern  und vielen anderen gäbe es laut Strahm keine Ausnahme vom teuren Patentschutz bei Aids-, Malaria- und Tuberkulose-Medikamenten für Afrika. Auch auf die Frage der internationalen Steuerflucht sei lange vor 2008 von den Sozialbewegungen hingewiesen worden.
1995 wurde der Pionier der biologischen Schädlingsbekämpfung Hans Rudolf Herren mit dem Welternährungspreis ausgezeichnet. Er fordert die Abkehr von der traditionellen Landwirtschaft, die einseitig auf Produktionssteigerung setze und von der Agrarindustrie dominiert werde. Stattdessen brauche es eine nachhaltige, sozial verträgliche und nachhaltige Landwirtschaft. Im internationalen Handelssystem müssten gleiche Voraussetzungen und Rahmenbedingungen für Kleinbauern aus Entwicklungsländern und Bauern in entwickelten Ländern geschaffen werden.
Weil weltweit die staatlichen Mittel bei Weitem nicht ausreichen, um die Nachhaltigkeitsziele der UNO-Agenda 2030 zu erreichen, spielen private Direktinvestitionen eine entscheidende Rolle. Die öffentlichen Mittel sollten als Hebel wirken und helfen, aus Millionen Milliarden für die ärmsten Länder zu machen, die damit den Anschluss an die westlichen Industrieländer finden sollten. Gemäss einer Studie von Simon J. Evenett, Handelsprofessor an der Universität St. Gallen, wird wohl nichts daraus. Denn die privaten Direktinvestitionen fielen 2020 wegen der Corona-Pandemie auf den tiefsten Stand der letzten 25 Jahre. Um die Nachhaltigkeitsziele trotzdem erreichen zu können, fordert Evenett neue Anreize für private Direktinvestitionen. Die These, dass mehr Direktinvestitionen zu mehr Entwicklung für die armen Länder führen, ist indes schon länger umstritten. Laut der Wirtschaftsredaktorin Maren Peters zeigen verschiedene Studien, dass Direktinvestitionen kurzfristig die Entwicklung in einem Land in Schwung bringen können. Mittelfristig werde aber oft ein umgekehrter Effekt wirksam: Die Tochterfirmen ausländischer Unternehmen, in die investiert wurde, verdrängen einheimischen Firmen vom Markt. Das seien in der Regel Firmen, die noch traditionell, also mit vielen einfach ausgebildeten Arbeitskräften produzieren. In der Folge verlieren viele dieser einheimischen Arbeitskräfte ihren Arbeitsplatz. Darüber hinaus würden die Gewinne dieser ausländischen Firmen oft wieder aus dem Land fliessen, dem sie eigentlich hätten helfen sollen sich zu entwickeln. Nicht selten landeten die Gewinne legal in Steuerparadiesen. Deutlich mehr von Direktinvestitionen profitierten Länder, die den ausländischen Investoren von Anfang an staatliche Auflagen machten. Das könnte etwa eine Mindestbeschäftigungsquote für einheimisches Personal sein. Dadurch sicherten sie sich auch Zugang zu ausländischem Know-how. Dieser Ansatz habe sich in den so genannten Tigerstaaten bewährt. Am ehesten wäre armen Länder gedient, folgert Peters, wenn sie nicht nur möglichst viele ausländische Direktinvestitionen anlockten, etwa durch Abbau von Arbeitsschutz und Umweltstandards, wie das private Geldgeber und Organisationen wie die Weltbank oder Handelsprofessoren fordern, sondern wenn sie stattdessen darauf achten, dass es gute Investitionen sind. Denn sonst gebe es am Ende keine nachhaltige Entwicklung für arme Länder, sondern nur für ausländische Investoren.
Kritik regte sich gegen die Ernennung von Christian Frutiger als Vize-Direktor der DEZA. Denn Frutiger war jahrelang Cheflobbyist von Nestlé. Nun soll er bei der DEZA den Bereich Globale Zusammenarbeit leiten. Damit trägt Frutiger unter anderem die Verantwortung für eine Vielzahl von Wasserprojekten. Kritiker weisen darauf hin, dass Nestlé seit Jahren Wasserquellen privatisieren lässt, um daraus Profit zu schlagen.

## Schweizer Beiträge im Rahmen der Entwicklungspolitik

### Entwicklung der Schweizer Beiträge
Zur Auswertung bezieht sich die Statistik der öffentlichen Entwicklungshilfe der Schweiz auf eine internationale Definition, auf die Aide publique pour le développement (APD): Demnach gilt als Schweizer Entwicklungshilfe, was vom öffentlichen Sektor (dem Staat, den Kantonen oder Gemeinden) aufgewendet bzw. zu Vorzugskonditionen als Vorschuss oder Darlehen gewährt wird. Diese Mittel können entweder bilateral oder über multilaterale Institutionen mit Aktivitäten im Entwicklungsbereich zugunsten von Empfängerländern eingesetzt werden. Der Entwicklungshilfeausschuss  der OECD bestimmt, welche Länder als Empfängerländer für APD gelten.
Die höchsten APD-Beiträge kommen aus der Direktion für Entwicklung und Zusammenarbeit (DEZA), dann folgen Beiträge des Staatssekretariats für Wirtschaft (SECO), Beiträge aus dem Asylbereich verschiedener öffentlicher Stellen und weitere APD-Beiträge ebenfalls aus der öffentlichen Hand (z. B. Stipendien des Bundes).
Gemessen am Bruttonationaleinkommen liegt der Anteil der öffentlichen Entwicklungshilfe der Schweiz mit 3342 Millionen Franken für das Jahr 2020 bei 0,48 Prozent. Damit liegt die öffentliche Entwicklungshilfe (APD) unter dem Zielwert von 0,5 Prozent, den das Parlament festgelegt hatte.
Federführend für den Einsatz der APD-Gelder sind die Direktion für Entwicklung und Zusammenarbeit (DEZA) und das Staatssekretariat für Wirtschaft (SECO). Dazu kommen weitere Bundesämter sowie die Kantone und rund 200 Gemeinden, die sich ebenfalls an der internationalen Zusammenarbeit der Schweiz beteiligen.
Die Finanzielle Transitionshilfe im Rahmen der Ostzusammenarbeit mit den osteuropäischen Ländern ausserhalb der EU und den übrigen ehemaligen oder gegenwärtigen GUS-Staaten läuft hauptsächlich über das SECO ab. DEZA ist dort hingegen für die technische Zusammenarbeit zuständig, sie strebt partizipative Problemlösungen an bei zentralen Transitionsdefiziten in folgenden Schwerpunkten:
- Aufbau von demokratischen Strukturen und bürgernahen Institutionen
- Einkommensförderung und Reform der wirtschaftlichen Strukturen
- Nachhaltige Nutzung der natürlichen Ressourcen
- Armutsbekämpfung durch Reform und Stärkung der Gesundheits- und Bildungsbereiche

Der zweite Teil der Ostzusammenarbeit, der Schweizer Beitrag an ausgewählte EU-Mitgliedstaaten, wird nicht in die APD-Statistik als Entwicklungshilfe gerechnet.

### Programmbeiträge der DEZA 2017–2020
| Die Angaben sind in CHF Tausend.                                              | 2017    | 2017  | 2017   | 2017    | 2018    | 2018  | 2018   | 2018    | 2019    | 2019  | 2019   | 2019    | 2020    | 2020  | 2020   | 2020    |
| ----------------------------------------------------------------------------- | ------- | ----- | ------ | ------- | ------- | ----- | ------ | ------- | ------- | ----- | ------ | ------- | ------- | ----- | ------ | ------- |
| EZ = Entwicklungszusammenarbeit, TH = Transitionshilfe, HH = Humanitäre Hilfe | EZ      | TH    | HH     | Total   | EZ      | TH    | HH     | Total   | EZ      | TH    | HH     | Total   | EZ      | TH    | HH     | Total   |
| Schweizer NGO                                                                 | 85'265  | 5'700 | 12'700 | 103'735 | 84'865  | 5'225 | 13'000 | 103'090 | 85'093  | 4'745 | 13'000 | 102'838 | 87'737  | 4'745 | 16'000 | 108'482 |
| Caritas Schweiz                                                               | 7'900   | 900   | 1'500  | 10'300  | 8'300   | 825   | 1'500  | 10'625  | 8'300   | 750   | 1'500  | 10'550  | 8'840   | 750   | 1'500  | 11'090  |
| Fondation Terre des Hommes (Lausanne)                                         | 7'000   | 500   | 2'500  | 10'000  | 7'300   | 458   | 2'500  | 10'258  | 7'300   | 410   | 2'500  | 10'210  | 7'900   | 410   | 2'500  | 10'810  |
| Schweizerisches Rotes Kreuz                                                   | 9'300   | 800   | -      | 10'100  | 9'750   | 733   | -      | 10'483  | 9'750   | 660   | -      | 10'410  | 9'750   | 660   | -      | 10'410  |
| HELVETAS Swiss Intercooperation                                               | 9'300   | 700   | -      | 10'000  | 9'750   | 642   | -      | 10'392  | 9'750   | 580   | -      | 10'330  | 9'750   | 580   | -      | 10'333  |
| Ärzte ohne Grenzen (MSF)                                                      | -       | -     | 7'000  | 7'000   | -       | -     | 7'000  | 7'000   | -       | -     | 7'000  | 7'000   | -       | -     | 10'000 | 10'000  |
| Hilfswerk der Evangelischen Kirchen der Schweiz (HEKS)                        | 6'300   | 700   | 500    | 7'500   | 6'600   | 642   | 500    | 7'742   | 6'600   | 580   | 500    | 7'680   | 7'050   | 580   | 500    | 8'130   |
| Swisscontact                                                                  | 5'580   | 300   | -      | 5'880   | 5'850   | 275   | -      | 6'125   | 5'325   | 260   | -      | 5'585   | 6'315   | 260   | -      | 6'575   |
| Swissaid                                                                      | 6'045   | -     | -      | 6'045   | 6'340   | -     | -      | 6'340   | 6'340   | -     | -      | 6'340   | 6'340   | -     | -      | 6'340   |
| Fastenopfer                                                                   | 7'990   | -     | -      | 7'990   | 3'870   | -     | -      | 3'870   | 6'070   | -     | -      | 6'070   | 6'070   | -     | -      | 6'070   |
| Solidar Suisse                                                                | 3'295   | 400   | -      | 3'695   | 3'006   | 367   | -      | 3'372   | 3'450   | 345   | -      | 3'795   | 3'450   | 345   | -      | 3'795   |
| Stiftung Hirondelle                                                           | 1'200   | -     | 1'270  | 2'470   | 1'570   | -     | 1'500  | 3'070   | 1'280   | -     | 1'500  | 2'780   | 1'970   | -     | 1'500  | 3'470   |
| Enfants du Monde                                                              | 2'574   | -     | -      | 2'574   | 2'730   | -     | -      | 2'730   | 2'730   | -     | -      | 2'730   | 3'270   | -     | -      | 3'270   |
| Terre des hommes Suisse (Genève)                                              | 2'700   | -     | -      | 2'700   | 2'830   | -     | -      | 2'830   | 2'830   | -     | -      | 2'830   | 2'920   | -     | -      | 2'920   |
| Stiftung Kinderdorf Pestalozzi                                                | 2'050   | 900   | -      | 2'950   | 2'145   | 825   | -      | 2'970   | 2'145   | 750   | -      | 2'895   | 2'145   | 750   | -      | 2'895   |
| SolidarMed                                                                    | 2'600   | -     | -      | 2'600   | 2'730   | -     | -      | 2'730   | 2'730   | -     | -      | 2'730   | 2'730   | -     | -      | 2'730   |
| Terre des hommes Schweiz (Basel)                                              | 2'320   | -     | -      | 2'320   | 2'430   | -     | -      | 2'430   | 2'430   | -     | -      | 2'430   | 2'430   | -     | -      | 2'430   |
| Interteam                                                                     | 1'561   | -     | -      | 1'561   | 1'700   | -     | -      | 1'700   | 1'700   | -     | -      | 1'700   | 1'700   | -     | -      | 1'700   |
| Médecins du Monde                                                             | 725     | -     | -      | 725     | 940     | -     | -      | 940     | 940     | -     | -      | 940     | 1'370   | -     | -      | 1'370   |
| Biovision                                                                     | 1'000   | -     | -      | 1'000   | 1'000   | -     | -      | 1'000   | 1'165   | -     | -      | 1'165   | 1'165   | -     | -      | 1'165   |
| IAMANEH Schweiz                                                               | 625     | 500   | -      | 1'125   | 655     | 458   | -      | 1'113   | 655     | 410   | -      | 1'065   | 655     | 410   | -      | 1'065   |
| Brücke-Le Pont                                                                | 1'860   | -     | -      | 1'860   | 1'950   | -     | -      | 1'950   | 2'863   | -     | -      | 2'863   | 1'037   | -     | -      | 1'037   |
| Centre Ecologique Albert Schweitzer                                           | 840     | -     | -      | 840     | 1'320   | -     | -      | 1'320   | 440     | -     | -      | 404     | 880     | -     | -      | 880     |
| Comundo                                                                       | 2'500   | -     | -      | 2'500   | 2'100   | -     | -      | 2'100   | 300     | -     | -      | 300     | -       | -     | -      | -       |
| Dachorganisationen                                                            | 8'154   | 300   | -      | 8'454   | 8'635   | 275   | -      | 8'910   | 10'905  | 260   | -      | 11'165  | 11'165  | 260   | -      | 11'425  |
| Brot für alle                                                                 | 6'230   | 300   | -      | 6'530   | 6'535   | 275   | -      | 6'810   | 6'405   | 260   | -      | 6'665   | 6'665   | 260   | -      | 6'925   |
| Unité                                                                         | 1'924   | -     | -      | 1'924   | 2'100   | -     | -      | 2'100   | 4'500   | -     | -      | 4'500   | 4'500   | -     | -      | 4'500   |
| Kantonale Föderationen                                                        | 8'315   | -     | -      | 8'315   | 6'251   | -     | -      | 6'251   | 3'939   | -     | -      | 3'939   | 7'506   | -     | -      | 7'506   |
| Fédération genevoise de coopération (FGC)                                     | 4'822   | -     | -      | 4'822   | 2'975   | -     | -      | 2'975   | 2'169   | -     | -      | 2'169   | 3'383   | -     | -      | 3'383   |
| Fédération vaudoise de coopération (FEDEVACO)                                 | 2'350   | -     | -      | 2'350   | 1'775   | -     | -      | 1'775   | 696     | -     | -      | 696     | 2'769   | -     | -      | 2'769   |
| Federazione delle ONG della Svizzera Italiana (FOSIT)                         | 400     | -     | -      | 400     | 400     | -     | -      | 400     | 400     | -     | -      | 400     | 400     | -     | -      | 400     |
| Fédération interjurassienne de Coopération et de Développement (FICD)         | 160     | -     | -      | 160     | 220     | -     | -      | 220     | 250     | -     | -      | 250     | 301     | -     | -      | 301     |
| Latitude 21                                                                   | 253     | -     | -      | 253     | 381     | -     | -      | 381     | 125     | -     | -      | 125     | 253     | -     | -      | 253     |
| Solidarisches Wallis / Valais Solidaire                                       | 160     | -     | -      | 160     | 200     | -     | -      | 200     | 200     | -     | -      | 200     | 200     | -     | -      | 200     |
| Solidarisches Freiburg / Fribourg Solidaire                                   | 170     | -     | -      | 170     | 300     | -     | -      | 300     | 100     | -     | -      | 100     | 200     | -     | -      | 200     |
| Kompetenzzentren / Bildungs- und Sensibilisierungsprogramme                   | 4'080   | -     | -      | 4'080   | 7'043   | -     | -      | 7'043   | 8'219   | -     | -      | 8'219   | 5'168   | -     | -      | 5'168   |
| Beratung und Bildung für Berufe in der internationalen Zusammenarbeit         | 2'245   | -     | -      | 2'245   | 2'373   | -     | -      | 2'373   | 3'400   | -     | -      | 3'400   | 2'349   | -     | -      | 2'349   |
| Education 21                                                                  | 800     | -     | -      | 800     | 3'853   | -     | -      | 3'853   | 3'969   | -     | -      | 3'969   | 2'169   | -     | -      | 2'169   |
| Interaction                                                                   | 200     | -     | -      | 200     | 185     | -     | -      | 185     | 250     | -     | -      | 250     | 250     | -     | -      | 250     |
| Institut International des Droits de l'Enfant (DE)                            | 555     | -     | -      | 555     | 392     | -     | -      | 392     | 400     | -     | -      | 400     | 200     | -     | -      | 200     |
| Arbeitskreis Tourismus & Entwicklung (AKTE)                                   | 220     | -     | -      | 220     | 180     | -     | -      | 180     | 150     | -     | -      | 150     | 150     | -     | -      | 150     |
| Baobab Books                                                                  | 60      | -     | -      | 60      | 60      | -     | -      | 60      | 50      | -     | -      | 50      | 50      | -     | -      | 50      |
| Total Programmbeiträge                                                        | 105'814 | 6'000 | 12'770 | 124'584 | 106'794 | 5'500 | 13'000 | 125'294 | 108'157 | 5'005 | 13'000 | 126'162 | 111'576 | 5'005 | 16'000 | 132'581 |
| Stand am 13.04.2021 Quelle: DEZA: Fachstelle Statistik                        |         |       |        |         |         |       |        |         |         |       |        |         |         |       |        |         |

Die DEZA unterzeichnete Verträge für die Programmbeiträge der Periode von 2021 bis 2022 mit 27 Schweizerischen NGO-Parntern und zwei Kompetenzzentren. Die Programmbeiträge belaufen sich auf eine Gesamthöhe von CHF 270 Mio. Die 27 Schweizer NGO-Partner setzen sich zusammen aus grossen NGOs, Allianzen, Dachverbänden und kantonalen Föderationen – darunter 10 grosse Hilfswerke, 7 NGO-Allianzen mit total 17 NGOs, 3 Dachverbände mit 21 Organisationen und 7 kantonale Föderationen.

## Direktoren der DEZA
- Hans Keller, 1961 bis 1962[Anm 1]
- August R. Lindt, 1963 bis 1966
- Sigismond Marcuard, 1966 bis 1974[Anm 2]
- Marcel Heimo, ab 1974 bis 1982[Anm 3]
- Fritz Staehelin, 1983 bis 1993
- Walter Fust, 1993 bis Ende April 2008[Anm 4]
- Martin Dahinden, 2008 bis 2014
- Manuel Sager, November 2014 bis 30. April 2020[28]
- Patricia Danzi, seit 1. Mai 2020

## Bibliografie
- Kommission Schweizerischer Entwicklungsorganisationen: Entwicklungsland Welt – Entwicklungsland Schweiz. Vorschläge für eine neue schweizerische Entwicklungspolitik. Z-Verlag, Basel 1975.
- Institut universitaire d’études du développement (Hrsg.): Jahrbuch Schweiz-Dritte Welt. Deutsch ab 1982. Genève (journals4free.com [abgerufen am 22. Juli 2021]).
- Peter Niggli: Der Streit um die Entwicklungshilfe. Mehr tun - aber das Richtige. Hrsg.: Allicancesud. Rotpunktverlag, Zürich 2008, ISBN 978-3-85869-364-8.
- Gilbert Rist: Entwicklungszusammenarbeit. In: Historisches Lexikon der Schweiz. 22. Oktober 2009 (hls-dhs-dss.ch).

- René Holenstein: Wer langsam geht, kommt weit. Ein halbes Jahrhundert Entwicklungshilfe. Chronos, Zürich 2010, ISBN 978-3-0340-1041-2.
- Hunger nach Gerechtigkeit. Perspektiven zur Überwindung der Armut. Marianne Spiller-Hadorns Hilfswerk ABAI. Vorwort von Peter Niggli, hrsg.v. Thomas Gröbly. Zürich: Helden Verlag, 2011, ISBN 978-3-905748-09-3
- Daniele Waldburger, Lukas Zürcher und Urs Scheidegger: «Im Dienst der Menschheit». Meilensteine der Schweizer Entwicklungszusammenarbeit seit 1945. Haupt, Bern 2012, ISBN 978-3-258-07338-5.